# Patientia Vincit Omnia
Muziekvereniging Patientia Vincit Omnia (PVO) is een muziekvereniging in Soest in de Nederlandse provincie Utrecht. 

## Geschiedenis van de Vereniging
Ter ere van de inhuldiging van koningin Wilhelmina, in 1898, werd in Soest het plan opgevat om een fanfarekorps op te richten. De naam, Patientia Vincit Omnia (Geduld Overwint Alles) werd bedacht door het schoolhoofd van de Katholieke school, dhr. Van Eindthoven.
Na 25 jaar werd besloten het bestaande fanfarekorps om te vormen naar een harmonieorkest, en daarmee dus naast koperblazers en slagwerkers nu ook houtblazers toe te laten tot het orkest. De wijziging werd binnen de Soester gemeenschap goed ontvangen. De Soester Courant schreef over het eerste optreden als Harmonieorkest: "Voor een stampvolle Rembrandtzaal met een dankbaar publiek, gaf ons Fanfarecorps een Vrijdag 8 februari een schitterende uitvoering".
De volgende uitbreiding van de vereniging vond plaats in 1969. Een majorettegroep, minirettegroep en een vaandelgroep werden toegevoegd. Deze showgroepen werden in 1997 opgeheven vanwege een gebrek aan animo.

## Een eigen gebouw
Vanaf de oprichting had PVO een zwervend bestaan geleid, met repetitieruimtes verdeeld over de hele gemeente. Hieraan kwam in 1974 een einde, met de aankoop van een voormalige bioscoop, later in gebruik als kerkgebouw van het Apostolisch Genootschap. Na een grondige verbouwing was het gebouw omgevormd tot een volledige thuishaven voor de vereniging, met een grote zaal, kleine repetitiestudio's, een vergaderzaal, muziekbibliotheek en een bar.

## Jubilea
In 1999 werd het 100-jarig bestaan gevierd met onder andere een 24-uurs muziekmarathon. De opbrengsten van deze marathon werden gebruikt voor de aanschaf van nieuwe uniformen voor het orkest. Naar aanleiding van het 100-jarig bestaan en de activiteiten die dat jaar werden georganiseerd, werd Muziekvereniging PVO onderscheiden met de Koninklijke Erepenning. In 2004 werd een musical-highlights avond georganiseerd, in samenwerking met een aantal culturele verenigingen uit Soest. Mede daardoor werd PVO dat jaar de winnaar van de Cultuurprijs van de gemeente Soest, iets wat Big Band Blow, ook onderdeel van de vereniging, in 2008 herhaalde.
Het jaar 2009 stond volledig in het teken van het 110-jarig bestaan van de vereniging. Onder andere een concert met het Westlands Mannenkoor en een concert met zanger Gé Reinders passeerden de Revue. Aan dit laatste concert verleenden ook muziekvereniging Gustaaf Adolf Heinze uit Muiderberg en muziekvendel Nardinc uit Naarden hun medewerking.

## Onderdelen van de vereniging
- Harmonieorkest
- Leerlingenorkest
- "De Eemlander Blaaskapel", een orkest dat zich specialiseert in Egerländer muziek
- Big Band Blow
- Dweilorkest W.B.A.W.W.W ("Wij Bloaze Als Woar Wij Wille")
- Occasional Brass Quintet, een kwintet van koperblazers
- Slagwerkgroep

En de jongste toevoeging binnen de vereniging:
- Blokfluitgroep "De Blokpiepers"